# Capitojoppa amazonica
Capitojoppa
Genre
Espèce
Capitojoppa amazonica, unique représentant du genre Capitojoppa, est une espèce d'insectes hyménoptères de la famille des Ichneumonidae.

## Distribution
Cette espèce n'est connue, pour l'instant, que de sa localité type, la réserve nationale Allpahuayo-Mishana (d) au Pérou,.

## Description
L'holotype de Capitojoppa amazonica, une femelle, mesure 17,7 mm et son aile antérieure 14 mm. Le mâle paratype mesure quant à lui respectivement 17 mm et son aile antérieure 13,6 mm.

## Systématique
Le genre Capitojoppa et l'espèce Capitojoppa amazonica ont été décrits en 2023 par Brandon R. Claridge (d), Kari M. Kaunisto (d) et Ilari Eerikki Sääksjärvi (d).

## Publication originale
- (en) Brandon R. Claridge, Kari M. Kaunisto et Ilari E. Sääksjärvi, « Capitojoppa, a new genus of Ichneumoninae (Hymenoptera, Ichneumonidae) from Peruvian Amazonia », ZooKeys, Bulgarie, vol. 1178,‎ 1er septembre 2023, p. 69-76 (ISSN 1313-2989, e-ISSN 1313-2970, lire en ligne, consulté le 18 octobre 2023).

## Étymologie
Le nom du genre est composé de, capito- (latin) faisant référence à sa grosse tête bulbeuse ; joppa en référence aux guêpes du genre Joppa, auxquelles cette nouvelle guêpe ressemble, et amazonica faisant référence à la forêt amazonienne.